# Дідич Володимир Іванович
Володимир Іванович Дідич (6 березня 1913, Синяково, нині належить до міста Чортків, нині Україна — 14 червня 1978, похований у селі Вигнанка, нині Горішня Вигнанка, нині Україна) — український священник. Член ОУН.

## Життєпис
Володимир Дідич народився 6 березня 1913 року в селі Синяковому, нині належить до м. Чорткова.
За політичну діяльність заарештований, ув'язнений у Чортківській тюрмі. Закінчив Львівську духовну семінарію (1938). Рукопокладений у сан священника 12 червня 1938 року митрополитом Андреєм Шептицьким. Помічник пароха в м. Городку (1938, нині Львівська область).
У 1939 році знову ув'язнений в концтаборі Береза Картузька. Після звільнення служив на парафії в м. Перемишляни (нині Львівська область). Під час німецько-радянської війни за дорученням митрополита Андрея Шептицького — у містах Проскурів (нині Хмельницький), Кам'янець-Подільський і навколишніх селах (1942—1943, нині Хмельницька область).
Після ліквідації УГКЦ вивезений 1949 року в м. Балей (нині Читинська область, РФ). У 1959 році повернувся в родинне село, де підпільно провадив священничу діяльність. 
Експозиція, присвячена є в кімнаті-музеї «Карітасу» в м. Чорткові.
Помер 14 червня 1978 року при загадкових обставинах.